# Patofville – Patof et ses amis
Albums de Patof
Noël Noël Noël avec Patof
(1975) Gare... à Patof
(1976)
Patofville – Patof et ses amis est une compilation de Patof, commercialisée en 1976.
L'album réunit des chansons des personnages de la série télévisée québécoise pour enfants Patofville :
- Madeleine Arbour : Madeleine
- Gilbert Chénier : Monsieur Polpon
- Jacques Desrosiers : Patof
- Clovis Dumont : Amikwan
- Roger Giguère : Itof, Boulik

## Titres
| 1.  | Bonjour Patof            | Otis Blackwell, C. Tremblay                | Patof | 2:04 |
| 2.  | Gros minou               | D. Frazier, C. Tremblay                    | Patof | 2:47 |
| 3.  | J'aime les fruits        | Little Richard, C. Tremblay                | Patof | 2:27 |
| 4.  | Le train pour Patofville | Chuck Berry, C. Tremblay                   | Patof | 2:39 |
| 5.  | Le p'tit indien          | Jiles Perry Richardson, C. Tremblay        | Patof | 2:47 |
| 6.  | Patof Blou               | Hubert Giraud, Adapt. Gilbert Chénier      | Patof | 3:02 |
| 7.  | Patof le roi des clowns  | D. Williams, Gilles Brown                  | Patof | 2:04 |
| 8.  | Sheede-lee-dee           | T.J. Vance, L. Pockriss, Pierre Létourneau | Patof | 3:48 |
| 9.  | Quel bonheur             | Yves Martin, Pierre Létourneau             | Patof | 2:28 |
| 10. | Oh! Les enfants          | D. Williams, Gilles Brown                  | Patof | 2:15 |

| 11. | Une vie de chien              | Gilbert Chénier, Daniel Valois                     | Boulik    | 3:35 |
| 12. | Je me promène en patatomobile | Claude Leclerc, Jean-Guy Chapados                  | Polpon    | 2:59 |
| 13. | Avec les dix doigts           | Madeleine Arbour, Gilbert Chénier, Alain Jodoin    | Madeleine | 2:12 |
| 14. | Koi koi ayaho                 | Clovis Dumont, Gilbert Chénier, Jacques Desrosiers | Amikwan   | 1:36 |
| 15. | Dans ma citrouille            | Jacques Desrosiers, Pete Tessier                   | Itof      | 2:46 |
| 16. | Bonjour Monsieur Polpon       | Claude Leclerc, Jean-Guy Chapados                  | Polpon    | 2:53 |
| 17. | Bricolons                     | Madeleine Arbour, Gilbert Chénier, Alain Jodoin    | Madeleine | 3:52 |
| 18. | Le joueur de tours            | Claude Leclerc, Pete Tessier                       | Itof      | 2:29 |
| 19. | Je n'aime pas les chats       | Gilbert Chénier, Daniel Valois                     | Boulik    | 3:52 |
| 20. | Ma moustache                  | Claude Leclerc, Pete Tessier                       | Itof      | 3:13 |

## Crédits
- Production : Les productions Jades Ltée